# Liste der Biografien/Sieh
Liste der Biografien |
Portal Biografien |
Personensuche
# |
A |
B |
C |
D |
E |
F |
G |
H |
I |
J |
K |
L |
M |
N |
O |
P |
Q |
R |
S |
T |
U |
V |
W |
X |
Y |
Z |
?
 
Sa |
Sb |
Sc |
Sd |
Se |
Sf |
Sg |
Sh |
Si |
Sj |
Sk |
Sl |
Sm |
Sn |
So |
Sp |
Sq |
Sr |
Ss |
St |
Su |
Sv |
Sw |
Sy |
Sz
 
Sia |
Sib |
Sic |
Sid |
Sie |
Sif |
Sig |
Sih |
Sii |
Sij |
Sik |
Sil |
Sim |
Sin |
Sio |
Sip |
Siq |
Sir |
Sis |
Sit |
Siu |
Siv |
Siw |
Six |
Siy |
Siz
 
Sieb |
Siec |
Sied |
Sief |
Sieg |
Sieh |
Siek |
Siel |
Siem |
Sien |
Siep |
Sier |
Sies |
Siet |
Sieu |
Siev |
Siew |
Siey
Die Liste der Biografien führt alle Personen auf, die in der deutschsprachigen Wikipedia einen Artikel haben. Dieses ist eine Teilliste mit 13 Einträgen von Personen, deren Namen mit den Buchstaben „Sieh“ beginnt.

## Sieh
- Sieh, Claus (1893–1972), deutscher Politiker (CDU), MdL, Landesminister in Schleswig-Holstein
- Sieh, Hannah (* 1982), deutsche Schauspielerin und Sprecherin
- Sieh, Wilhelm (1892–1970), deutscher Politiker (NSDAP), MdR, NS-Funktionär

### Siehl
- Siehl, Barbara (* 1941), deutsche Moderatorin
- Siehl-Freystett, Johann Georg (1868–1919), deutscher Maler

### Sieho
- Siehoff, Wilhelm (1881–1953), deutscher Germanist, Pädagoge sowie als Politiker des Zentrums zweimaliger Oberbürgermeister der Stadt Münster (Westfalen)

### Siehr
- Siehr, Angelika, deutsche Rechtswissenschaftlerin
- Siehr, Enno (* 1947), deutscher Kommunalpolitiker (SPD), Bürgermeister von Ginsheim-Gustavsburg und Landrat des Kreises Groß-Gerau
- Siehr, Ernst (1869–1945), deutscher Politiker (FVP, DDP), MdR
- Siehr, Gustav (1837–1896), deutscher Hofopern- und Kammersänger
- Siehr, Julius Albert (1801–1876), deutscher Verwaltungsjurist und Politiker
- Siehr, Kurt (* 1935), deutscher Rechtswissenschaftler
- Siehr, Ludwig Ferdinand Hermann (1832–1885), preußischer Verwaltungsjurist, Konsistorialpräsident und Landrat